# Sacsamarca
Sacsamarca es una localidad peruana ubicada en la región Huancavelica, provincia de Huancavelica, distrito de Huancavelica. Se encuentra a una altitud de m s. n. m. Tenía una población de habitantes en 1993. Fue declarado Patrimonio Cultural de la Nación el 28 de febrero de 2003.

## Clima
| Parámetros climáticos promedio de Sacsamarca | Parámetros climáticos promedio de Sacsamarca | Parámetros climáticos promedio de Sacsamarca | Parámetros climáticos promedio de Sacsamarca | Parámetros climáticos promedio de Sacsamarca | Parámetros climáticos promedio de Sacsamarca | Parámetros climáticos promedio de Sacsamarca | Parámetros climáticos promedio de Sacsamarca | Parámetros climáticos promedio de Sacsamarca | Parámetros climáticos promedio de Sacsamarca | Parámetros climáticos promedio de Sacsamarca | Parámetros climáticos promedio de Sacsamarca | Parámetros climáticos promedio de Sacsamarca | Parámetros climáticos promedio de Sacsamarca |
| Mes                                          | Ene.                                         | Feb.                                         | Mar.                                         | Abr.                                         | May.                                         | Jun.                                         | Jul.                                         | Ago.                                         | Sep.                                         | Oct.                                         | Nov.                                         | Dic.                                         | Anual                                        |
| -------------------------------------------- | -------------------------------------------- | -------------------------------------------- | -------------------------------------------- | -------------------------------------------- | -------------------------------------------- | -------------------------------------------- | -------------------------------------------- | -------------------------------------------- | -------------------------------------------- | -------------------------------------------- | -------------------------------------------- | -------------------------------------------- | -------------------------------------------- |
| Fuente: Accuweather                          |                                              |                                              |                                              |                                              |                                              |                                              |                                              |                                              |                                              |                                              |                                              |                                              |                                              |